# Soczeniczek gwiazdkowaty
Soczeniczek gwiazdkowaty (Aloina rigida (Hedw.) Limpr.) – gatunek mchu należący do rodziny płoniwowatych (Pottiaceae Schimp.). Jeden z najmniejszych przedstawicieli rodzaju soczeniczek.

## Rozmieszczenie geograficzne
Występuje w Europie, Azji (Chiny, Indie, Mongolia, Rosja – Syberia), Ameryce Północnej i Południowej oraz na północy Afryki. W Polsce podawany np. z województwa śląskiego i pasma Gorców. Na Wyspach Brytyjskich gatunek rzadki.

## Morfologia
GametofitRośliny małe, rosnące w skupiskach lib rozproszeniu. Łodyżki pojedyncze, wysokości 1–2 mm, do 2,5 mm. Listki formują rozetę, szeroko jajowate do języczkowatych, o rozmiarach 1,5–2,5 mm na 0,3–0,8 mm i zaokrąglonym wierzchołku. Żebro bardzo szerokie, kończące się w szczycie listka lub tuż przed nim.
SporofitSeta rudobrązowa, długości 10–20 mm. Puszka zarodni wyprostowana, czerwona, jajowato cylindryczna, długości 0,9–3 mm. Perystom o czerwonych zębach, silnie skręconych w lewo. Zarodniki żółtawozielone, kuliste.
Gatunki podobneSoczeniczek krótkodzióbkowy Aloina brevirostris jest równie mały i trudno rozróżnić te gatunki na stanowisku. Aloina aloides i Aloina ambigua są większe, dorastają do 2–5 mm wysokości, i mają znacznie dłuższe, węższe listki, zwykle zaostrzone.

## Biologia i ekologia
Puszki zarodni pojawiają się od jesieni do wiosny.
Rośnie na glebie i skałach. Preferuje cienką warstwę gleby na podłożu wapiennym, brzegi i klify, zagłębienia i kamieniołomy.

## Systematyka i nazewnictwo
Synonimy: Aloina anthropophila (Müll. Hal.) Broth., Aloina longirostris Torka, Barbula anthropophila Müll. Hal., Barbula macrorrhyncha Kindb., Barbula rigida Hedw., Tortula calceolifolia Spruce ex Mitt.
Odmiany:
- Aloina rigida var. obliquifolia (Müll. Hal.) Delgad.

## Zagrożenia
Gatunek został wpisany w 2011 r. na czerwoną listę mchów województwa śląskiego z kategorią zagrożenia „NT” (bliski zagrożenia). W Czechach w 2005 r. nadano mu kategorię „LC” (najmniejszej troski).